# Леонова, Лира Степановна
Ли́ра Степа́новна Лео́нова (1 февраля 1930, Зарайск — 2 декабря 2017, Москва) — советский и российский историк, специалист по истории КПСС, общественных движений и политических партий России. Доктор исторических наук (1979), профессор (1983), заслуженный профессор Московского университета (1998).

## Биография
После окончания в 1947 году Зарайского педагогического училища в 1948 году поступила на исторический факультет МГУ имени М. В. Ломоносова, который окончила в 1953 году. Ученица Н. В. Савинченко и В. М. Селунской. С этого времени профессиональная деятельность Л. С. Леоновой неразрывно связана с историческим факультетом МГУ.
В 1953 году Л. С. Леонова начала работу на факультете с должности лаборанта кабинета-библиотеки истории СССР. Затем работала младшим научным сотрудником, старшим преподавателем. С 1970 года — доцент, с 1983 года — профессор кафедры истории КПСС исторического факультета МГУ.
В 1965 году Л. С. Леонова защитила кандидатскую диссертацию по теме «Подготовка партийных кадров в советско-партийных школах и коммунистических университетах в 1921—1925 гг.» (научный руководитель — д.и.н., профессор В. И. Злобин). В 1979 году защитила докторскую диссертацию «Исторический опыт КПСС по подготовке партийных кадров в партийных учебных заведениях. 1917—1975 гг.».
На историческом факультете МГУ читала общие и специальные учебные курсы: «История КПСС»; «Подготовка партийных кадров в послеоктябрьский период (1917—1975 гг.)»; «Исторический опыт осуществления культурных преобразований в СССР (1917—1936 гг.)»; «Культурное строительство в СССР»; «Методологические, историографические, источниковедческие аспекты изучения истории формирования интеллигенции в СССР»; «История российской общественно-политической мысли (1917—1945 гг.)»; «Октябрьская революция 1917 г. в интерпретациях лидеров политических партий России»; «История советского общества в отечественной историографии»; «Политическая система СССР — РФ: формирование и эволюция»; «Электоральная политика в современной России и на постсоветском пространстве». Также осуществляла руководство спецсеминаром по курсовой работе и преддипломным семинаром.
С 1980 по 2013 год работала в должности заместителя декана исторического факультета МГУ по научной работе. В 1982 году Л. С. Леонова возглавила кафедру истории КПСС, в 1991 году преобразованную в кафедру истории общественных движений и политических партий, и оставалась на этом посту до последних дней жизни. C 1998 года — заслуженный профессор Московского университета.
Была членом учёного совета исторического факультета МГУ, председателем, заместителем председателя диссертационных советов на историческом факультете, членом редакционного совета издания «Труды исторического факультета», членом редколлегий журналов «Вестник Московского университета. Серия 8: История», «Общество — Государство — Политика», «Исторический журнал: научные исследования».

## Научная деятельность
Сфера научных интересов Л. С. Леоновой включала историю КПСС и политических партий России, историю политических систем СССР и постсоветской России, историю российской общественно-политической мысли, историю науки и образования в России, историографию истории России XX века. Если в советское время основное направление исследований Л. С. Леоновой лежало в области истории партийного образования, то в постсоветские годы историк обратилась к изучению общественно-политических взглядов академика В. И. Вернадского.
За долгие годы научно-преподавательской работы Л. С. Леонова подготовила более 30 кандидатов наук.

## Основные работы
Автор более 180 научных публикаций.
Книги
- Из истории подготовки партийных кадров в советско-партийных школах и коммунистических университетах. 1921—1925. М., 1972;
- Исторический опыт КПСС по подготовке партийных кадров в партийных учебных заведениях. 1917—1975 гг. М., 1979;
- Очерки истории идеологической деятельности КПСС. М., 1985 (в соавт.);
- Государство Российское: власть и общество. Сборник документов. М., 1996 (сост.);
- «Я не могу уйти в одну науку…» Общественно-политические взгляды В. И. Вернадского. СПб., 2000;
- Политические партии и движения России. Документы и материалы. Т. 1. М., 2001; Т. 2. М., 2008; Т. 3. М., 2015—2016 (сост., отв. ред.);
- Историческая наука в Московском университете. 1755—2004. М., 2004 (в соавт.);
- История России 1917—2005 гг. в современной отечественной историографии: основные тенденции. Сиань, 2006;
- Советское общество в период НЭПа (2012, на кит. яз.; в соавт.).

Статьи
- Политические трансформации в России (1991—1999) // Модернизация в Центральной и Восточной Европе: идеи, программы, реализация. М., 2000;
- Владимир Иванович Вернадский. Исторический портрет // Вопросы истории. 2002 № 4;
- La formazione del sistema politico in URSS (1917—1986) // Novecento, Il secolo sovietico. 6-7. 2002 gennaio-decembre;
- Борьба В. И. Вернадского за автономию высшей школы России (дооктябрьский период) // Тысячелетняя история России. Проблемы, противоречия и перспективы развития. М., 2004;
- Индустриализация в СССР: политические аспекты // Индустриализация и общество. Социальные последствия индустриализации в Европе в XIX—XX веках. М., 2004;
- История советского общества в российской историографии. 1917—2008 гг. // Журнал «Всемирная история» (КНР). 2009 № 4;
- К вопросу о методологии изучения и преподавания современной истории // Проблемы методологии изучения и преподавания современной истории. Материалы международной конференции 29 сентября 2009 года. М., 2009;
- Вернадский Георгий Владимирович // Российский либерализм середины XVIII — начала XX века. Энциклопедия. М., 2010;
- Деятельность высшей школы и академических учреждений в годы Великой Отечественной войны // Новая и новейшая история. 2010 № 6;
- К вопросу о причинах распада СССР // От Древней Руси к Российской Федерации. История Российской государственности. Материалы международной научной конференции. Москва, МГУ, 28—29 сентября 2012 года. СПб., 2012;
- Московский университет в годы Великой Отечественной войны // Вестник Московского университета. Серия 20: Педагогическое образование. 2012 № 1;
- К 150-летию В. И. Вернадского. Гражданские позиции ученого и мыслителя // Вестник Московского университета. Серия 8: История. 2013 № 1;
- Октябрьская революция 1917 г. в интерпретации лидеров политических партий меньшевиков и эсеров (Ю. О. Мартов, В. М. Чернов) // Исторический журнал: научные исследования. 2015 № 2;
- Исторический факультет МГУ имени М. В. Ломоносова: юбилеи факультета как фактор изучения его истории (2004—2014 гг.) // Исторический журнал: научные исследования. 2017 № 2.

## Награды и премии
- 1973 — бронзовая медаль ВДНХ
- 1984 — медаль «Ветеран труда»
- 1997 — медаль «В память 850-летия Москвы»
- 2004 — Орден Дружбы
- 2004 — Ломоносовская премия II степени
- 2016 — премия на конкурсе работ, способствующих решению задач Программы развития МГУ